# آرتاک مالومیان
آرتاک مالومیان (ارمنی: Արտակ Մալումյան; انگلیسی: Artak Malumyan؛ زادهٔ) بوکسور آماتور اهل ارمنستان است. وی در مسابقات کشوری و بین‌المللی در مجموع برندهٔ ۱ مدال برنز شده‌است.
مالومیان در مسابقات جهانی بوکس آماتور ۲۰۰۵ میانیانگ به مقام سومی رسیده‌است.